# 切申卡河
53°05′11″N 15°59′53″E / 53.08639°N 15.99806°E
切申卡河是波蘭的河流，位於該國西北部，處於西波美拉尼亞省，屬於普沃齊奇納河的支流，河道全長27公里，河畔城鎮有奇沃帕。